# Miagrammopes unguliformis
Miagrammopes unguliformis là một loài nhện trong họ Uloboridae.
Loài này thuộc chi Miagrammopes. Miagrammopes unguliformis được miêu tả năm 2004 bởi Dong et al..